# Cambridge University Air Squadron
Le Cambridge University Air Squadron, en abrégé CUAS, formé en 1925, est l'unité de formation de la Royal Air Force à l'Université de Cambridge.
Il fait partie de la Royal Air Force Volunteer Reserve (en). Il s'agit du plus ancien des 15 escadrons aériens universitaires du Royaume-Uni. Pendant de nombreuses années, elle était basée à l'aéroport de Cambridge à Teversham.

## Histoire
L'unité est créée en 1925 et exploite initialement une piste située à côté de l'école d'ingénierie de la RAF à Fen Causeway à Cambridge. Après un bref passage à la RAF Duxford, l'escadron déménage en 1949 à l'aéroport de Cambridge (« Marshall » ou « Teversham ») où il est resté jusqu'en 1999, date de son transfert à la RAF Wyton. 15 ans plus tard, l'escadron est de nouveau déplacé vers la RAF Wittering (en).

## Description
L'escadron aérien de l'Université de Cambridge propose une formation de base en vol et une formation par l'aventure aux étudiants de premier cycle et aux diplômés Il encourage ses membres à entreprendre une carrière d'officier dans l'une des branches de la Royal Air Force.
Les membres étudiants portent le titre d'élève-officier, qui comporte les privilèges, mais pas le grade, d'un officier commissionné. Les étudiants peuvent postuler à un cours d'officier pilote par intérim dans les réserves volontaires de la RAF, quatre étant sélectionnés par an. Les élèves-officiers doivent assister à au moins une soirée de formation par semaine pendant toute la durée du trimestre, généralement à une conférence donnée par un conférencier invité sur un aspect de la Royal Air Force, d'une autre unité militaire ou de la puissance aérienne. Ils doivent également participer à deux semaines de formation continue pendant les grandes vacances. Il existe également des camps pendant toutes les vacances universitaires pour des entraînements sportifs. Des périodes d'entraînement intense au vol (PIFT) ont lieu pendant les vacances de Pâques et les longues vacances.
CUAS est basé à RAF Wittering, une station qu'ils partagent avec l'escadron aérien de l'Université de Londres, et est équipé de Grob Tutor T Mk 1.

## Trophée Hack
Le Hack Trophy est décerné chaque année à l'University Air Squadron pour la meilleure performance globale couvrant la formation en vol, les normes et compétitions de vol, la formation au sol, l'organisation et l'administration. Cambridge UAS a remporté le trophée en 1970, 1974, 1975 (année au cours de laquelle l'escadron a célébré son 50e anniversaire en tant que premier UAS formé) et 1977 (finaliste en 1976).

## Personnalités
- Kenneth Campbell
- Gino Watkins